# Leptogorgia principensis
Leptogorgia principensis är en korallart som beskrevs av Manfred Grasshoff 1992. Leptogorgia principensis ingår i släktet Leptogorgia och familjen Gorgoniidae. Inga underarter finns listade i Catalogue of Life.